# Олений овод
Олений овод, северный подкожник или пилю (лат. Hypoderma tarandi), — самый крупный вид среди оводов и один из наиболее распространенных паразитов северного оленя, который вызывает бугорки на поверхности тела оленя, а затем перед окукливанием паразита множественные свищи.
Личинки этого овода — эктопаразиты, проникающие через кожу. Они обычно заражают популяции северных оленей и карибу в арктических районах, портя шкуры, нанося вред мясу и продукции молока домашних стад. Они также могут вызывать офтальмомиаз у людей, что приводит к увеиту, глаукоме и отслоению сетчатки.

## Описание
После спаривания оплодотворенная самка прикрепляет 300—500 яиц к летней шерсти в паховой области северного оленя, преимущественно у телят. Через пару дней вылупляются личинки и внедряются под кожу. Бо́льшая часть из них оказывается в соединительной ткани под кожой на спине северного оленя, где проводит всю зиму. Они развиваются за счет лимфатической жидкости оленя. В июне личинки готовы к окукливанию. Взрослые особи (имаго) — крупные мухи размером и окраской, напоминающие шмеля.
Тело имаго густо покрыто длинными охристо-желтыми, чёрными и красновато-желтыми волосками; задняя часть головогруди бархатисто-чёрная.
Личинки оленьего овода обитают только под кожей северного оленя, и их не следует путать с носоглоточным оводом Cephenemyia trompe (устаревшее название Oestrus trompe), который откладывает личинок в ноздри северного оленя.
На Чукотке на одном олене в среднем бывает по 159 личинок (максимально до 960) кожного овода

## Олений овод и человек

### Заражение оленьим оводом человека
Оленьи оводы обычно паразитируют на северном олене, но могут успешно откладывать яйца на других животных, в том числе и на волосы человека. Однако паразит не приспособлен для полного жизненного цикла в организме человека. Из яиц, которые могут прикрепляться к волосам головы человека, вылупляются личинки размером 0,6 мм, которые затем могут проникать под кожу и образуют вздутия. В тяжелых случаях паразиты могут проникнуть в глаз и в некоторых случаях даже вызвать слепоту.
Наиболее распространенные симптомы включают вздутия, желваки или шишки вокруг глаз, на лице, лбе и в оволосенной части черепа, а также опухшие лимфатические узлы. Вздутия кожи могут мигрировать, то есть исчезать в течение нескольких дней или часов, а затем вновь появляться в другом месте. Припухлость не обязательно означает, что паразит находится именно на ней, но также может быть выражением реакции иммунной системы на чужеродные организмы.
Заражение этим паразитом считается необычным, поэтому медицинский персонал может легко его не заметить. Даже в случае обнаружения яиц оленьего овода их можно спутать с яйцами головных вшей, которые часто встречаются у детей. В некоторых случаях на паразита не обращали внимания и вместо этого пытались лечить то, что было интерпретировано как аллергическая реакция.
Даже кратковременное пребывание в оленеводческих районах может привести к заражению оленьими оводами. Люди, находящиеся в зонах риска, могут защитить себя от нападения паразита, нося головной убор в период отёла, когда оленеводы часто находятся рядом с оленями и, как правило, в период с июня по август в оленеводческих районах, когда оводы активны и по ошибке могут откладывать яйца на людей. Оленьи оводы обычно активизируются в жаркие летние дни, в то время как считается, что сильный ветер, дождь и холодная погода (<10-12°С) ослабляют летную активность оленьих оводов и откладывание ими яиц.
Оленьи оводы могут далеко разлетаться, до 90 км, и поэтому можно предположить, что они распространились на юг Швеции. Таким образом, не обязательно иметь тесный контакт с северным оленем, чтобы оказаться заражённым.
Не следует носить защитные очки, так как оводы не откладывают яйца прямо в глаза. Паразит также не передается от человека к человеку, так как единственный способ заразиться — это укусы овода и откладка ими яиц. Шведский педиатр Йорген Ландехаг рекомендует всем, кто чувствует припухлость на лице или в другом месте, но не находит причины для этого, обратиться за медицинской помощью, чтобы выяснить, не является ли это заражением оленьим оводом. В Финляндии официальное число пострадавших меньше, чем в Швеции и Норвегии, и в то же время также отмечается, что северных оленей в больших масштабах лечат от паразитов в финском оленеводстве.

### Использование людьми в пищу
В тундрах Евразии и Северной Америки, где обитают большие стада северных оленей или карибу, при разделки туш этих животных людям оказывались доступными сразу множество личинок Hypoderma tarandi.
Личинки Hypoderma tarandi были частью традиционной диеты народа нунамиут . Многочисленные образцы искусства, датируемые плейстоценом Европы, также подтверждает употребление в пищу этих личинок в доисторические времена.
В шестом эпизоде первого сезона телесериала Beyond Survival под названием «Инуиты — выжившие в будущем» рассказывается об эксперте по выживанию Лесе Страуде и двух проводниках-инуитах, охотящихся на карибу на северном побережье Баффиновой замли недалеко от Понд-Инлет, Нунавут, Канада. После снятия шкуры и разделки одного из животных на внутренней стороне шкуры карибу обнаруживаются многочисленные личинки (предположительно Hypoderma tarandi, хотя прямо не указано). Страуд и два его гида-инуита съедают (хотя и несколько неохотно) по одной личинке каждый, при этом Страуд отмечает, что личинки «на вкус как молоко» и в исторические времена обычно употреблялись в пищу инуитами.